# Стара залізорудна шахта XV століття (втрачена)
Геологічна пам'ятка природи місцевого значення «Стара залізорудна шахта XV століття» (втрачена) була створена рішенням виконавчого комітету Закарпатської обласної ради депутатів трудящих від 18.11.1969 р. № 414 «Про організацію фауно-флористичних заказників та взяття під охорону пам'яток природи на території Закарпатської області» та рішенням виконавчого комітету Закарпатської обласної ради народних депутатів від 23.10.1984 р. № 253 «Про мережу об'єктів природно-заповідного фонду» (Ужгородський район). Площа — 5 га.
Вхід у штольню розміщений на південному схилі гори Велика Берегівська (Берегівський р-н, північна околиця с. Мужієво). Об'єкт собою розгалужену систему штолень, штреків, ортів і т. ін. сумарною довжиною понад 1000 м. Стародавні рудокопи (XIV—XVI сторіччя) видобували золото з рудної зони, яка в сучасній геологічній термінології має назву «22-го розлому» і характеризується переважанням відносно крупного золота над тонкодисперсним. Зруденіння локалізується в зонах прожилкування серед гідротермально змінених ріолітових туфів нижньосарматського віку. Геолог В. П. Драчук знаходив у цих виробках, крім досить досконало виготовлених керамічних підсвічників, ще і вироблені з примітивно обробленого пісковику масляні світильники, що може свідчити і про більш давній вік розробок Мужієвського родовища.
Рішенням Закарпатської обласної ради від 26 грудня 2003 року № 326 «Про впорядкування переліку об'єктів природно-заповідного фонду місцевого значення» об'єкт було скасовано.